# Robert James Shiller
Robert James "Bob" Shiller (n. 29 de març de 1946) és un economista, acadèmic i autor de best seller. Llicenciat per la Universitat de Michigan (1968), va obtenir el doctorat en l'Institut Tecnològic de Massachusetts el 1972. Va guanyar el Premi Nobel d'Economia el 2013.
Actualment exerceix com a Sterling Professor d'Economia a la Universitat Yale i és membre de la Facultat del Centre Internacional de la Gerència de Finances de Yale.